# Martín Martínez del Villar
Martín Martínez del Villar (Munébrega, 1530 - Barcelona, desembre de 1575) fou un eclesiàstic espanyol, i bisbe de Barcelona entre els anys 1573 i 1575.
Net de Martín del Villar i Isabel de Lobera, fou doctor en drets, i va obtenir els càrrecs d'assessor ordinari del zalmedina o magistrat de Saragossa. Fou advocat fiscal de la Inquisició a Conca i Llerena, Vicari general de Còrdova. També fou visitador del principat de Catalunya i dels Comtats de Rosselló i Cerdanya, inquisidor dels tribunals i de Sardenya, visitador de Granada i Múrcia i ardiaca d'Alcaraz. A més fou arquebisbe de Sàsser (Sardenya) entre els anys 1567 i 1572, i viceinquisidor general d'aquest regne. El el 3 de març de 1573, després de tres anys de seu vacant, després del mandat de Guillem Caçador, fou nomenat bisbe de Barcelona. Durant el seu pontificat a Barcelona va actuar poc a la seva diòcesi. D'aquest bisbe ens consta que exercí com a inquisidor a l'illa de Sardenya i també fou arquebisbe a aquella illa durant els anys 1567-1572. Del seu curt pontificat sabem que va assistir com a procurador de concili tarragoní convocat i presidit pel cardenal Cervantes.